# Festivalul Internațional de Film de la Cannes din 2019
A 72-a ediție anuală a Festivalului Internațional de Film de la Cannes a avut loc în perioada 14 mai - 25 mai 2019. Regizorul mexican Alejandro González Iñárritu a fost președintele juriului pentru competiția principală.

## Juriul
- Alejandro González Iñárritu, regizorul mexican (președintele juriului)
- Enki Bilal, autor de benzi desenate și regizorul francez
- Robin Campillo, regizorul francez
- Maimouna N'Diaye, actriță senegaliană
- Elle Fanning, actriță americană
- Yorgos Lanthimos, regizorul grecesc
- Paweł Pawlikowski, regizorul polonez
- Kelly Reichardt, regizorul american
- Alice Rohrwacher, regizorul italian

## Filme în competiție
| Titlul românesc              | Titlul original                         | Regizor                                  | Țara producătoare |
| ---------------------------- | --------------------------------------- | ---------------------------------------- | ----------------- |
|                              | The Dead Don't Die (film de deschidere) | Jim Jarmusch                             | Statele Unite     |
|                              | Les Misérables                          | Ladj Ly                                  | Franța            |
|                              | Bacurau                                 | Juliano Dornelles, Kleber Mendonça Filho | Brazilia          |
|                              | Atlantique                              | Mati Diop                                | Senegal           |
|                              | Sorry We Missed You                     | Ken Loach                                | Statele Unite     |
|                              | Little Joe                              | Jessica Hausner                          | Austria           |
|                              | Dolor y gloria                          | Pedro Almodóvar                          | Spania            |
|                              | The Wild Goose Lake                     | Diao Yi'nan                              | China             |
| La Gomera                    |                                         | Corneliu Porumboiu                       | România           |
|                              | Portrait de la jeune fille en feu       | Céline Sciamma                           | Franța            |
|                              | A Hidden Life                           | Terrence Malick                          | Statele Unite     |
|                              | Le Jeune Ahmed                          | Jean-Pierre și Luc Dardenne              | Belgia            |
|                              | Frankie                                 | Ira Sachs                                | Statele Unite     |
| A fost odată la... Hollywood | Once Upon a Time… in Hollywood'         | Quentin Tarantino                        | Statele Unite     |
| Parazit                      | 기생충, Gisaengchung                    | Bong Joon-ho                             | Coreea de Sud     |
|                              | Matthias et Maxime                      | Xavier Dolan                             | Canada            |
|                              | Roubaix, une lumière                    | Arnaud Desplechin                        | Franța            |
|                              | Il traditore                            | Marco Bellocchio                         | Italia            |
|                              | Mektoub, my love: intermezzo            | Abdellatif Kechiche                      | Franța            |
|                              | It Must Be Heaven                       | Elia Suleiman                            | Palestina         |
|                              | Sibyl                                   | Justine Triet                            | Franța            |

## Premii
- Palme d'Or : Parazit - Bong Joon-ho
- Grand Prix : Atlantique - Mati Diop
- Cel mai bun regizor : Jean-Pierre și Luc Dardenne - Le Jeune Ahmed
- Cel mai bun actor : Antonio Banderas - Dolor y gloria
- Cel mai bună actriță : Emily Beecham  - Little Joe
- Cel mai bun scenariu : Céline Sciamma - Portrait de la jeune fille en feu
- Premiul juriului :
  - Les Misérables - Ladj Ly
  - Bacurau - Juliano Dornelles, Kleber Mendonça Filho
- Mentiune speciala : It Must Be Heaven - Elia Suleiman